# Mari (Sprache)
Das Mari (Wiesenmari марий йылме marij jəlme bzw. Bergmari мары йӹлмӹ marə jÿlmÿ), auch Tscheremissisch, gehört zur wolgafinnischen Gruppe der finno-ugrischen Sprachen und ist damit mit der finnischen, der estnischen und der samischen Sprache verwandt. Mari wird vom Volk der Mari gesprochen. Die Zahl der Sprecher sinkt; lag sie 2002 noch bei 451.000 Sprechern, sind es 2022 unter 400.000. 

## Dialekte und Mari-Schriftsprachen
Es gibt vier Dialekte, von denen zwei den Status von Schriftsprachen erlangt haben:
- südlich der Wolga das Kuryk-Mari (кырык мары, Bergmari) und
- nördlich der Wolga das Olyk-Mari (олык марий, Wiesenmari).

Mari-Sprecher leben in der gesamten Wolga-Ural-Region. Beide Mari-Schriftsprachen sind seit 1995 Amtssprachen der zu Russland gehörenden Republik Mari El. Seit 1938 wird ein modifiziertes kyrillisches Alphabet verwendet.

## Besonderheiten des Mari
Mari zeichnet sich durch großen Vokalreichtum (8–12 je nach Dialekt) und das Vermeiden von Konsonantenkombinationen aus. Grammatische Beziehungen im Mari werden überwiegend durch Anhängen (Agglutination) von Nachsilben (Suffixen) ausgedrückt, die der Vokalharmonie (velar-palatal und labial) unterliegen. Mari verfügt über neun Fälle.
Beispiel anhand des Wortes für ‚Buch‘, кнага (transkribiert knaga; aus dem russischen kniga entlehnt):
- Nominativ: кнага knaga
- Genitiv: кнаган knagan
- Dativ: кнагалан knagalan
- Akkusativ: кнагам knagam
- Komparativ: кнагала knagala
- Komitativ: кнагаге knagage
- Inessiv: кнагаште knagaschte
- Illativ: кнагашке knagaschke
- Lativ: кнагаш knagasch

Die Possessivpronomen werden dem Substantiv als Suffix angehängt. Der Plural wird durch das Suffix -wlak ausgedrückt. Für die Form des Suffixes kommt es darauf an, ob der Stamm auf Vokal oder Konsonant endet.
| Singular | Singular      | Singular      | Plural        | Plural          | Plural            |
| Mari     | Transkription | Deutsch       | Mari          | Transkription   | Deutsch           |
| -------- | ------------- | ------------- | ------------- | --------------- | ----------------- |
| кнагам   | knagam        | mein Buch     | кнага-влакем  | knaga-wlakem    | meine Bücher      |
| кнагат   | knagat        | dein Buch     | кнага-влакет  | knaga-wlaket    | deine Bücher      |
| кнагаже  | knagasche     | sein/ihr Buch | кнага-влакше  | knaga-wlaksche  | seine/ihre Bücher |
| кнагана  | knagana       | unser Buch    | кнага-влакна  | knaga-wlakna    | unsere Bücher     |
| кнагада  | knagada       | euer Buch     | кнага-влакда  | knaga-wlakda    | eure Bücher       |
| кнагашт  | knagascht     | ihr Buch      | кнага-влакышт | knaga-wlakəscht | ihre Bücher       |

### Einführung
- I. Kovedjaeva: „Marijskij Jazyk“, in: A. M. Prohorov (Hrsg.): Lingvističeskij ėnciklopedičeskij slovar’. Moskva: Sovetskaja Ėnciklopedija 1990.

### Lehrbuch
- З. Г. Зорина, Г. С. Крылова, Э. С. Якимова: Марийский язык для всех I. 1990.
- Г. С. Крылова, Э. С. Якимова: Марийский язык для всех II. 1991.
- Timothy Riese, Jeremy Bradley, Emma Yakimova, Galina Krylova: Оҥай марий йылме: A Comprehensive Introduction to the Mari Language. (Übersetzte, überarbeitete und ergänzte elektronische Version der obigen Lehrbücher).

### Wörterbuch
- В. М. Васильев, А. А. Саваткова, З. В. Учаев: Марийско-русский словарь. Йошкар-Ола: Марийское книжное издательство, 1991.